# Скіпщина
Скі́пщина, або здо́льщина — вид оренди землі, яку оплачують не грішми, а частиною продукту. Окремим випадком скіпщини є половинщина — винаймання землі за половину врожаю.
На думку К. Маркса, скіпщина являє собою тип оренди, характерний для переходу від феодальних до капіталістичних відносин.